# Хунгаби
Хунгаби (англ. Mount Hungabee, или англ. Hungabee Mountain) — гора, которая расположена на Американском континентальном водоразделе на границе национальных парков Йохо и Банф, находящихся соответственно на территориях канадских провинций Британская Колумбия и Альберта. 10-я по высоте гора Альберты.
Официально название горе в 1894 году дал альпинист и исследователь Сэмюэль Аллен: в переводе с языка индейцев Стони, проживающих в этой местности, «хунгаби» означает «вождь». Это имя пику было присвоено за то, что он является наиболее высоким по сравнению с окружающими его вершинами.
Впервые в 1903 году на Хунгаби взошёл американский физик и альпинист Хершел Паркер в сопровождении Ганса и Кристиана Кауффманов.
Традиционным маршрутом для восхождения на гору является её западный хребет. Однако, ранним летом не рекомендуется взбираться на неё, так как велика опасность схода снежных лавин, в особенности с северо-западного склона.